# سنتوريو هنري
سنتوريو هنري (بالإنجليزية: Sentoryū Henri)‏ (و. 1969  م) هو ريكيشي ‏، وفنان قتال مختلط، وملاكم كيك بوكسينغ أمريكي، ولد في تاتشيكاوا، طوكيو.

## روابط خارجية
- سنتوريو هنري على موقع شيردوغ (الإنجليزية)
- سنتوريو هنري على موقع الاتحاد الياباني للسومو (الإنجليزية)